# 中村地平
中村 地平（なかむら ちへい、1908年（明治41年）2月7日 - 1963年（昭和38年）2月26日）は宮崎県出身の小説家、銀行家。宮崎県立図書館長、宮崎相互銀行（現宮崎太陽銀行）社長。自らが憧れた南方の風土で培われた南方文学を提唱した。筆名であり、本名は中村治兵衛。

## 来歴・人物
1908年（明治41年）、現宮崎市淀川町に中村常三郎の次男として裕福な商家に生まれた。旧制宮崎中学校（現宮崎大宮高校）時代、佐藤春夫の台湾小説を読んで南方に憧れ、1930年（昭和5年）3月、台湾総督府立台北高等学校を卒業。同年4月、東京帝国大学文学部美術史科に入学。入学試験の会場で太宰治と知り合った。学生時代の1932年（昭和7年）「熱帯柳の種子」を文芸誌『作品』に発表。やがて井伏鱒二に師事し太宰治、小山祐士とともに、井伏門下の3羽ガラスといわれたが、のち『日本浪曼派』の運営をめぐる口論から太宰とは絶交。1935年（昭和10年）9月、太宰の失踪と自殺未遂を題材にした「失踪」を『行動』誌に発表。これに対して、1936年（昭和11年）10月、太宰が地平との交友を題材に「喝采」を書き、『若草』誌に発表。地平はこれを読み、自分が戯画化されていると感じて不快になった。
大学卒業後、都新聞（現在の東京新聞）に入社。1937年（昭和12年）に発表した「土竜どんもぽっくり」が芥川賞候補にノミネートされる。翌1938年（昭和13年）には「南方郵信」で二回目の芥川賞候補になる。いわゆる南方文学の旗手として注目された。1939年（昭和14年）に恋人の真杉静枝と台湾各地を旅行し、『蕃界の女』『霧の蕃社』『長耳国漂流記』など、台湾に取材した小説を残した。
1944年（昭和19年）、疎開して宮崎市に帰郷。戦後、日向日日新聞（現宮崎日日新聞社）編集総務、西部図書株式会社の設立にかかわる。1947年（昭和22年）、宮崎県立図書館長となった。
1957年に宮崎県立図書館長を退いて父常三郎が社長を務める宮崎相互銀行の取締役となり、1961年には父の跡を継いで宮崎相互銀行社長を務めたが翌年辞任。
1962年（昭和37年）4月、筑摩書房版『定本　太宰治全集』2月報に「『喝采』前後」という随筆を寄せ、亡き太宰と和解。1963年（昭和38年）2月26日、父の常三郎に先立って死去。没後の1971年（昭和46年）、皆美社から『中村地平全集』が刊行された。

## 著書
- 旅さきにて 版画荘 1937 (版画荘文庫)
- 熱帯柳の種子 版画荘 1938
- 戦死した兄 竹村書房 1939
- 仕事机 随筆・評論 筑摩書房 1941
- 台湾小説集  墨水書房 1941
- 長耳国漂流記 河出書房 1941
- あをば若葉 博文館 1942
- 船出の心 文林堂双魚房 1943
- マライの人たち 文林堂双魚房 1944
- 日向 小山書店 1944 (新風土記叢書) のち角川文庫
- 河童の遠征 翼賛出版協會 1944.12 (新民話叢書)
- 白百合先生 西部図書 1947
- 太陽の眼 西部図書 1948
- 義妹 小山書店 1948
- 陽なた丘の少女 養徳社 1948
- 中村地平全集 全3巻 皆美社 1971
- 『中村地平小説集』 （鉱脈社　1997年）

## 復刊
- 台湾小説集 ゆまに書房 2000.9 (日本植民地文学精選集)
- 『日向』（鉱脈社　1996年）
- 『民話集 河童の遠征』（鉱脈社　2004年）